# 太陽符號
太陽符號是用來代表太陽的符號。太陽符號可以用在心理分析、象徵主義、符號學、占星術、宗教、神話、神秘學、占卜、徽章、和旗幟學，或其他的領域中。
一些太陽符號如下：

## 圓對稱

### 圓形
一個簡單的圓或圓盤就可以代表太陽的符號，例如日本國旗、孟加拉國旗和澳洲原民旗，或是雷鳴太陽戰車（然而，圓圈也可能有許多其他的意義）。

### 圓中心帶點
圓圈中心帶著一個點的符號（Unicode U+2609 ☉ preferably or U+2299 ⊙）是很古老的太陽符號。它在天文學和占星學中都是代表太陽的符號，也是埃及和埃及的象形文字中代表太陽或雷的符號。在漢語中就是「日」的甲骨文原型，在中文的語境裡，「日」和「天」的意義非常相似。
（參考：圓中心帶點在非天文學中的含意）

## 四重對稱

### 太陽十字
「太陽十字」或「太陽輪」經常用來表是四季變化或是回歸年，因此又是太陽的象徵（但是在天文學上這是代表地球的符號）。

### 萬字符
萬字符可以視為被切割的太陽十字架，在某些場合也可以做為太陽的符號。他經常用於佛教、耆那教和印度教。此外，也被納粹團體採用。

### 八角星
在俄羅斯的的一些自治共和國，像是乌德穆尔特共和國、莫尔多瓦共和国、马里埃尔共和国和楚瓦什共和國，一種八角星對稱的變化形式（但通常只有四邊對稱）常被製作在旗幟上用來象徵太陽。伊拉克在1959-1963年使用的國旗也有相似的符號。

### 雙十字太陽
另一種版本的「太陽十字」是將圓圈像車輪般分割成八份。

## 三重對稱

### 三曲腿图
由三個螺旋或三曲腿圖組成的一些圖形，有時也被當成太陽的符號。印古什共和國國旗上的三曲腿圖就有這種含義。

## 外部連結
- Symbols.com description of circle with dot at its center
- Symbols.com description of sun cross
- Symbols.com description of tetraskele
- Symbols.com description of Shamash symbol
- The Cosmic Cross（页面存档备份，存于）